# Ronny Gašperčić
Ronald Louis Gašperčić, meglio conosciuto come Ronny Gašperčić (Genk, 9 maggio 1969), è un ex calciatore belga, di ruolo portiere.